# Noah and the Whale

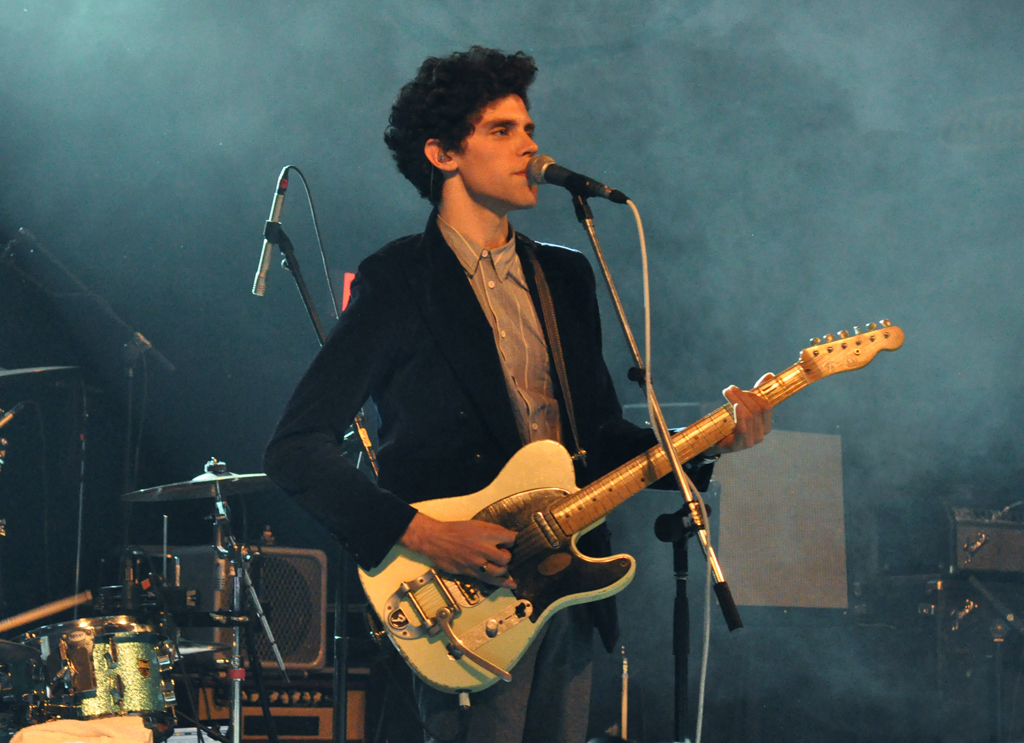
Leadsänger Charlie Fink 2011 in Austin

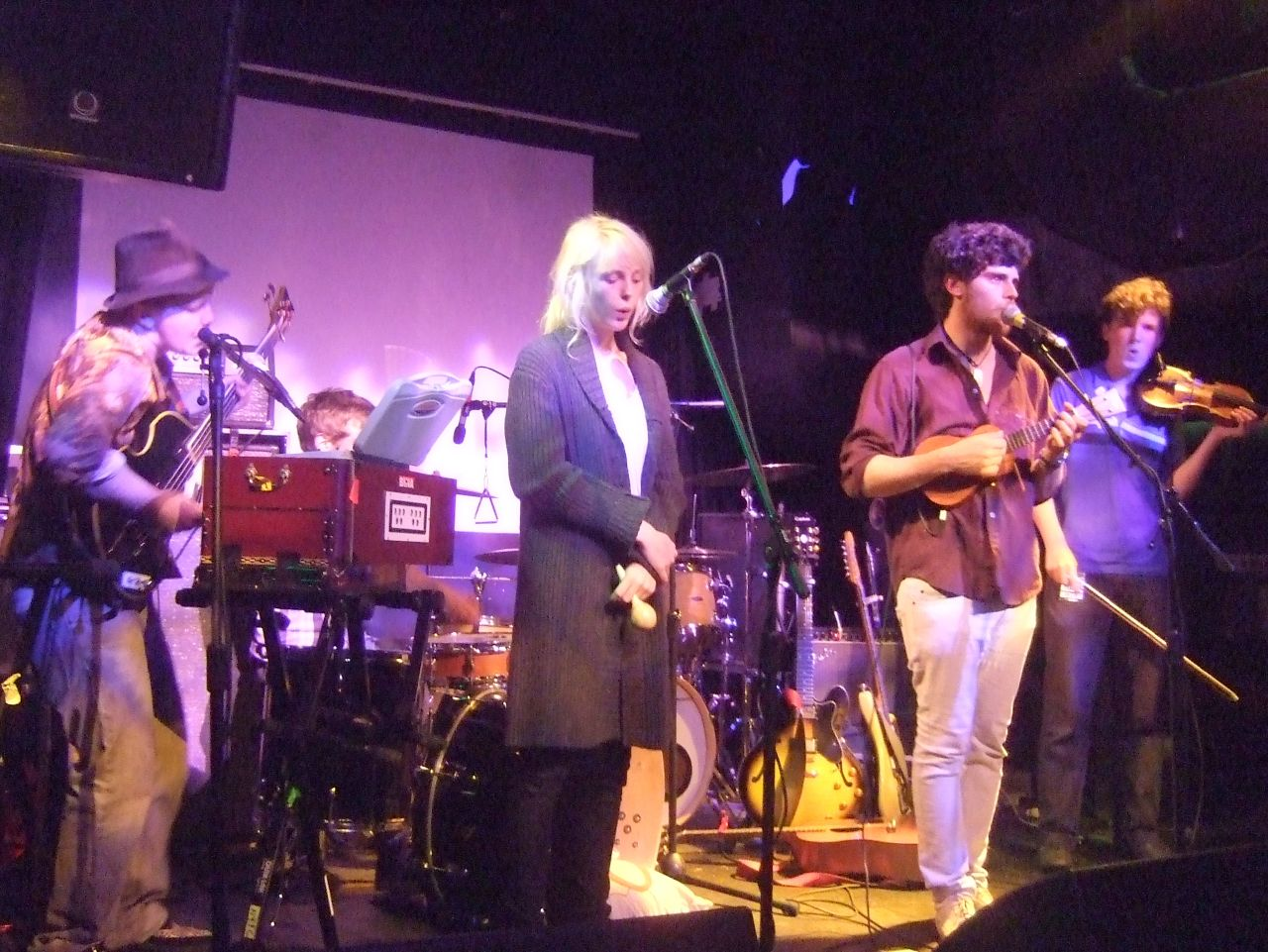
Noah and the Whale 2007 im Bristol Thekla

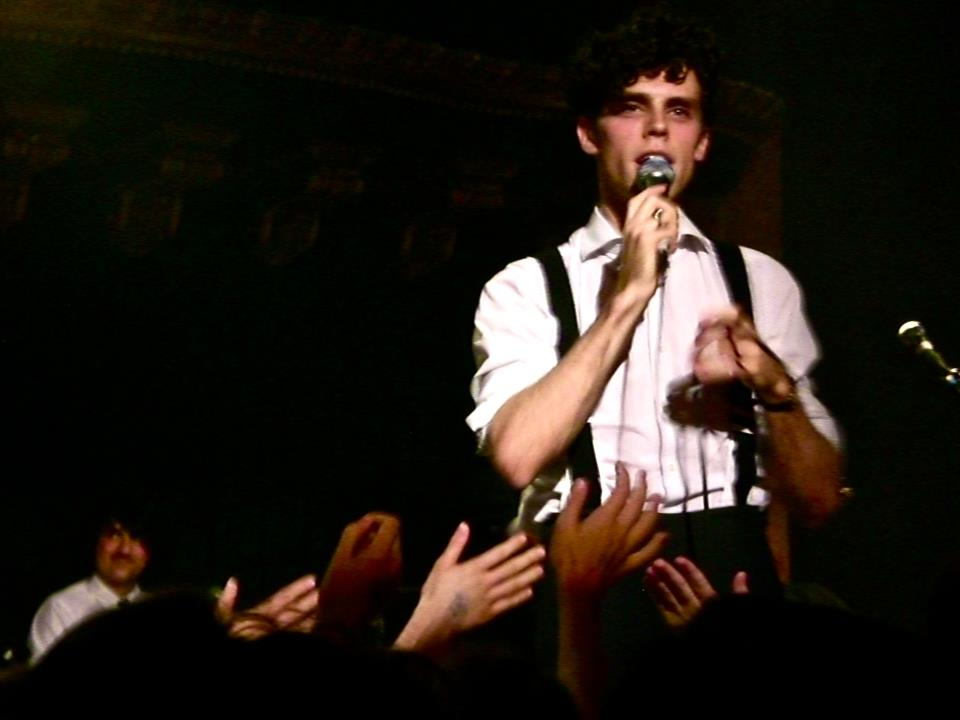
Noah and the Whale im März 2012

Noah and the Whale war eine Folkrock-Band aus London. Die Gruppe konnte in ihrer Karriere über eine Million Alben verkaufen. Der Bandname Noah and the Whale bezieht sich auf den Film Der Tintenfisch und der Wal sowie dessen Regisseur Noah Baumbach.

## Bandgeschichte
Gegründet wurde die Band Ende 2006 und hatte ursprünglich fünf Mitglieder. Neben den Fink-Brüdern, dem ehemaligen Kinderschauspieler Urby Whale und Tom Hobden auch Charlie Finks Freundin Laura Marling. Sie spielten 2007 auf zahlreichen Festivals und hatten viele weitere Auftritte. Noch im September desselben Jahres erschien ihre erste Single Five Years' Time beim Indie-Label Young and Lost Club. Die Single 2 Bodies 1 Heart folgte kurz darauf.
Laura Marling hatte inzwischen ein eigenes Album aufgenommen, bei dem die Bandmitglieder mitwirkten und das von Charlie Fink produziert wurde. Ihr eigener Erfolg führte allerdings dazu, dass sie mittlerweile aus Zeitmangel kein Hauptmitglied der Band mehr war.
Die beiden Singles hatten Noah and the Whale zwar keinen Charterfolg eingebracht, aber doch genug Popularität, um bei Festivals wie Glastonbury und South by Southwest auftreten zu dürfen. Außerdem folgte der Wechsel der Band zu Vertigo Records, die zum Major-Label Universal gehören. Dort sah man größeres Hitpotential in der fröhlichen, eingängigen Ukulele-Melodie von Five Years Time und beschloss eine Wiederveröffentlichung. Die Single, bei der Marling noch immer als Hintergrundsängerin zu hören ist, stieg im Juli 2008 allein aufgrund der Downloads in die Top 40 der britischen Charts ein. Außerdem wurde für das neue Label das Album Peaceful, the World Lays Me Down eingespielt. Single und Album erreichten Plätze unter den Top 10 in Großbritannien, das Album erreichte den Goldstatus. Für die Bläserarrangments des Albums wurden John Carvell Posaune und Sam Kinrade Trompete verpflichtet. Für kurze Zeit sang die im Singer-Songwriter-Genre tätige Emmy the Great mit der Band, auch Lilly Flynn (die Schwester des Sängers Johnny Flynn) und Rebecca Taylor (Slow Club) übernahmen kurzfristig die Rolle der Sängerin während verschiedenen Tourneen.
Zu ihrem 2009 erschienenen zweiten Album, The First Days of Spring, drehte die Band einen 47-minütigen Kurzfilm, in der die Lieder des Albums in eine durchgehende Handlung umgesetzt werden. Charlie Fink entschied sich, auf dem Album keine weibliche Sängerin zu verpflichten, da er sich kurz zuvor von Laura Marling getrennt hatte. Die Trennung ist das Hauptthema des Albums, sämtliche Songs sind in der Ich-Erzählform geschrieben. Der Stil der Band veränderte sich mit dem Album vom Indie-Folk des Debütalbums zum Indie-Rock. Drei Tage vor der Veröffentlichung des Albums verließ der Schlagzeuger und Bruder von Charlie Fink, Doug Fink, die Band, um sich auf seine Karriere als Arzt zu konzentrieren. Er wurde vom Ex-Pull-Tiger-Tail-Schlagzeuger Jack Hamson ersetzt.
The First Days of Spring wurde generell positiv aufgenommen, der New Musical Express nannte es "immens" und bewertete es mit neun von zehn Punkten, die Times vergab sogar die volle Punktzahl von fünf Sternen. Auch Sputnik Music, der Allmusic Guide und der Observer lobten The First Days of Spring. Der Guardian listete das Album auf Platz sieben der besten Alben des Jahres 2009, die Times auf Platz neun. In den britischen Albencharts erreichte es den sechzehnten Platz. Die Single Blue Skies erreichte in den britischen Charts den 95. Platz.
Im Jahr 2009 traten Noah and the Whale bei den Reading and Leeds Festivals auf der Hauptbühne auf.
Am 30. September 2009 berichtete BBC News, dass einige der Instrumente der Band gestohlen wurden, darunter Gitarren, Bassinstrumente und ein Schlagzeug. Der Diebstahl fand auf einem Parkplatz in Manchester statt. Der Täter hatte sich am 29. September gestellt, die Instrumente wurden im Dezember 2009 wiedergefunden.
Im Jahr 2011 erschien das dritte Studioalbum, Last Night on Earth, das ihnen den größten Erfolg in den Albumcharts bescherte und den Platinstatus erreichte. Es erreichte den achten Platz der britischen, den 17. der irischen, den 20. der Billboard Alternative-Charts und den 35. der Billboard Rock-Charts. Auch in Australien, Belgien und den Niederlanden erreichte es die Top 100, in den Billboard Top 200 konnte es sich auf Rang 135. platzieren. Allein im Jahr 2011 wurden 261.000 Kopien von Last Night on Earth verkauft. Im Stil der Band zeichnete sich ein weiter Schritt in Richtung Indie-Rock ab, der schon mit dem vorhergehenden Album begonnen hatte, z. B. werden verstärkt Synthesizer verwendet. Der ursprüngliche Albumtitel war Old Joy, man entschied sich letztlich jedoch für Last Night on Earth.
Die ausgekoppelten Singles Life is Life, Tonight's the Kind of Night, L.I.F.E.G.O.E.S.O.N. und Waiting for My Chance to Come erreichten in den britischen Charts die Plätze 172, 67, 14 und 185, L.I.F.E.G.O.E.S.O.N. wurde somit ihr größter Hit seit Five Years Time. L.I.F.E.G.O.E.S.O.N. und Tonight's the Kind of Night konnten sich in den belgischen Charts auf den Rängen vier und 66 platzieren, ersterer Song erreichte in Irland den 26. Platz.
Last Night On Earth wurde generell positiv aufgenommen, der New Musical Express vergab acht von zehn Punkten, Spin sieben von zehn. Der Allmusic Guide bewertete das Album mit dreieinhalb von fünf Sternen.
Der Song Give a Little Love wurde 2009 in einer Episode der TV-Serie Cougar Town verwendet. Im selben Jahr war Blue Skies in einer Episode von One Tree Hill zu hören. The First Days of Spring wurde in der Youtube-Dokumentation The Gay Rights Movement von Ryan James Yezak verwendet, die über zwei Millionen Seitenabrufe erreichte. Der Song wurde ebenfalls in einem Trailer für den mit dem Oscar für das beste adaptierte Drehbuch ausgezeichneten Film The Descendants verwendet.
In Österreich wurde das Lied Five Years Time bekannt, als der Mobilfunkbetreiber ONE zu Orange umbenannt wurde, da Orange das Lied als Hintergrundmelodie für ihre Werbung verwendet.
Im Januar 2013 gab die Band bekannt, dass ihr viertes Studioalbum, Heart of Nowhere, am 6. Mai 2013 veröffentlicht werden wird. Aus dem Album wurden die Singles There Will Come a Time und Lifetime ausgekoppelt. Zu dem Album wurde ein Kurzfilm gedreht, in dem Charlie Fink Regie führt.
Am 1. April 2015 verkündete die Band nach acht Jahren ihre Auflösung.

## Diskografie
Studioalben

| Jahr | Titel                            | Höchstplatzierung, Gesamtwochen, AuszeichnungChartplatzierungen (Jahr, Titel, Platzierungen, Wochen, Auszeichnungen, Anmerkungen) | Höchstplatzierung, Gesamtwochen, AuszeichnungChartplatzierungen (Jahr, Titel, Platzierungen, Wochen, Auszeichnungen, Anmerkungen) | Höchstplatzierung, Gesamtwochen, AuszeichnungChartplatzierungen (Jahr, Titel, Platzierungen, Wochen, Auszeichnungen, Anmerkungen) | Anmerkungen                           |
| Jahr | Titel                            | US | UK | IE | Anmerkungen                           |
| ---- | -------------------------------- | --- | --- | --- | ------------------------------------- |
| 2008 | Peaceful, the World Lays Me Down | — | UK5 Gold · (10 Wo.)UK | IE32 (7 Wo.)IE | Erstveröffentlichung: 11. August 2008 |
| 2009 | The First Days of Spring         | — | UK16 Gold · (3 Wo.)UK | IE19 (4 Wo.)IE | Erstveröffentlichung: 21. August 2009 |
| 2011 | Last Night on Earth              | US135 (1 Wo.)US | UK8 Platin · (62 Wo.)UK | IE11 Gold · (46 Wo.)IE | Erstveröffentlichung: 7. März 2011    |
| 2013 | Heart of Nowhere                 | — | UK13 (5 Wo.)UK | IE18 (2 Wo.)IE | Erstveröffentlichung: 6. Mai 2013     |